# Шиндлер, Курт
Курт Шиндлер (нем. Kurt Schindler; 17 февраля 1882, Берлин — 16 ноября 1935, Нью-Йорк) — немецко-американский дирижёр и композитор. Брат Эвальда Шиндлера.
Сын банкира еврейского происхождения. Учился в Берлине у Людвига Бусслера и Фридриха Гернсхайма, затем в Мюнхене у Людвига Тюйе и Конрада Анзорге; занимался также под руководством Макса Фридлендера, от которого унаследовал интерес к народной музыке. В 1902 г. дебютировал как композитор на музыкальном фестивале в Крефельде (дирижировал его учитель Бусслер). Работал ассистентом дирижёра в Штутгартской опере, берлинской опере Унтер-ден-Линден (под руководством Рихарда Штрауса), Вюрцбургской опере.
В 1905 г. кассир семейного банка похитил крупную сумму денег и бежал в Латинскую Америку, в результате чего отец Шиндлера покончил с собой. Шиндлер перебрался в США, первоначально в качестве помощника хормейстера в Метрополитен Опера. С 1907 г. на протяжении более чем 20 лет сотрудничал как редактор и рецензент с музыкальным издательством Schirmer. В 1909 г. основал и возглавил Хор Макдауэлла при нью-йоркском Макдауэлловском клубе, добровольном обществе пропаганды музыки и других видов искусства, названном в память о композиторе Эдуарде Макдауэлле, и руководил коллективом (переименованном позже в Нью-Йоркскую Schola Cantorum) до 1926 г. Хор неоднократно выступал с Нью-Йоркским филармоническим оркестром. Одновременно в 1913—1922 гг. руководил хором синагоги Эману-Эль на Манхэттене. На рубеже 1920-30-х гг. некоторое время был музыкальным руководителем известного в Нью-Йорке кинотеатра Roxy Theatre. В 1933 г. стал первым заведующим отделения музыки в Беннингтонском колледже.
Шиндлер был наиболее известен как собиратель пиренейского и еврейского музыкального фольклора. В южных областях современной Украины он собрал ряд еврейских и южнорусских мелодий, составивших четыре изданных в 1911—1919 гг. сборника. В ходе фольклорных экспедиций по Испании и Португалии (почти ежегодных в промежутке между 1919 и 1932 гг.) он записал более тысячи народных песен, часть которых вошла в посмертно изданную книгу «Народная музыка и поэзия Испании и Португалии» (англ.  Folk Music and Poetry of Spain and Portugal; 1941). В 1922 г. возглавлял жюри IX Фестиваля каталонской музыки в Барселоне, открыв фестиваль приветственной речью на каталанском языке.
С первой женой, актрисой Верой Андрушевич, Шиндлер познакомился в 1911 г. в Одессе, где занимался записью еврейских песен, однако брак они смогли заключить только в 1916 году, за два года до смерти Андрушевич. Вторым браком он был женат на певице Урсуле Гревилл. Умер от рака.
Шиндлеру принадлежит некоторое количество собственных вокальных сочинений, в том числе на слова Ч. А. Суинберна, Дж. Мередита, О. Уайлда. Шиндлер также увлекался фотографией и оставил более 3000 фотоснимков, сделанных начиная с 1928 г. в ходе путешествий, преимущественно в Испании.